# 双星仙子
雙星仙子（日語：リトルツインスターズ），又叫雙子星、Kiki&Lala，是三麗鷗公司創造的一對仙子雙胞胎姐弟造型的卡通形象，於1975年12月24日誕生，設計師為松本洋子，也是美樂蒂前任設計師。弟弟叫做KiKi姐姐叫做Lala，Kiki是藍髮而Lala是粉髮（有時KiKi是棕髮而Lala是金髮）。在1980年代開始受大家歡迎。廣大受歡迎是2004年，在Tommy February6的第二張專輯Tommy Airline的唱片封面及她MaGic in youR Eyes的音樂影片中。
在三麗鷗角色系列當中，是足以和凱蒂貓、美樂蒂匹敵的長壽角色。

## 資料
- 名稱: Kiki&Lala（日語：キキ&ララ）
- 生日：1975/12/24
- 星座：摩羯座
- 生肖：兔
- 性別：Kiki男、Lala女
- 出生地：夢幻星雲的關懷星球
- 家族：父親是發明家、母親是詩人畫家
- 個性：Kiki具有旺盛的好奇心，但有些急性子、Lala比較膽小且愛哭
- 興趣：Kiki喜歡釣星星、Lala喜歡畫畫&寫詩
- 專長：Kiki擅長發明&發現新星星、Lala擅長做料理

## 動畫
- 動畫電影

1989年
- OVA作品

『サンリオ世界名作劇場』シリーズ
『キキとララのヘンゼルとグレーテル』
発売日：1993年7月21日（SAVV-147 : ISBN 4387930128 ）
『オリジナルストーリーアニメ』シリーズ
『キキとララのお姫さまになりたい』
発売日：1993年4月21日（SAVV-142 : ISBN 4387923555 ）
『キキとララの白鳥座のお姫さま』
発売日：1993年11月21日（SAVV-161 : ISBN 4387931523 ）
『キキとララの星のダンスシューズ』
発売日：1993年12月21日（SAVV-166 : ISBN 438793199X ）
『キキとララのはばたけ！ペガサス』
発売日：1994年3月21日（SAVV-172 : ISBN 4387932759 ）
『キキとララのパパとママにあいたい』
発売日：1994年4月21日（SAVV-176 : ISBN 4387932325 ）
『キキとララのママってすてき！』
発売日：1997年4月19日（SAVV-183 : ISBN 438794062X ）
《Hello Kitty愛漫遊》
發行日：2008年2月16日

## 電視節目
- 大好き!ハローキティ（页面存档备份，存于）;1993年10月5日-1994年3月29日三麗鷗角色的兒童節目
- サンリオキャラクターズ ポンポンジャンプ!（页面存档备份，存于）;2017年4月2日-2020年3月29日三麗鷗角色的兒童節目

## 配音演員
- 初代Kiki(キキ/チルチル) - 戸田恵子
- 2代Kiki(キキ)  - 鐵炮塚葉子
- 3代Kiki(キキ)   - 白石涼子
- 初代Lala(ララ/ミチル) - 斎藤ひろみ
- 2代LALA(ララ) -  白鳥由里[1][2](1993年 - )

## 三麗鷗角色大賞名次
- 2024年角色大賞第10名
- 2023年角色大賞第8名
- 2022年角色大賞第7名
- 2021年角色大賞第7名
- 2020年角色大賞第9名
- 2019年角色大賞第6名
- 2018年角色大賞第7名
- 2017年角色大賞第6名
- 2016年角色大賞第4名
- 2015年角色大賞第9名
- 2014年角色大賞第3名

## 外部連結
- （日語）
- LittleTwinStars Official★Blog Kiki&Lala Dreamy Diary（页面存档备份，存于） - （日語）

1. ↑  .   [2006-12-20] （日语）.
2. ↑  .   [2006-12-20]. （原始内容存档于2020-02-19） （日语）.